# Vojtěchov (Mšeno)
Vojtěchov (německy Albertsthal) je malá vesnice a část města Mšeno v okrese Mělník ve Středočeském kraji. Nachází se asi 3,5 kilometru severozápadně od Mšena v údolí potoka Pšovky. Vojtěchov leží v katastrálním území Olešno o výměře 4,44 km².

## Historie
První písemná zmínka o vesnici pochází z roku 1720.

## Obyvatelstvo
Při sčítání lidu v roce 1921 ve vsi žilo 78 obyvatel (z toho 39 mužů), z nichž bylo osmnáct Čechoslováků, 58 Němců a dva cizinci. S výjimkou čtyř evangelíků, jednoho člena nezjišťovaných církví a tří lidí bez vyznání byli římskými katolíky. Podle sčítání lidu z roku 1930 měla vesnice 69 obyvatel: 22 Čechoslováků, 46 Němců a jednoho cizince. Kromě tří evangelíků a sedmi lidí bez vyznání byli římskými katolíky.
| Rok            | 1869 | 1880 | 1890 | 1900 | 1910 | 1921 | 1930 | 1950 | 1961 | 1970 | 1980 | 1991 | 2001 | 2011 | 2021 |
| -------------- | ---- | ---- | ---- | ---- | ---- | ---- | ---- | ---- | ---- | ---- | ---- | ---- | ---- | ---- | ---- |
| Počet obyvatel | 149  | 130  | 106  | 101  | 91   | 78   | 69   | 25   | 22   | 24   | 24   | 18   | 11   | 9    | 8    |
| Počet domů     | 28   | 27   | 24   | 25   | 24   | 22   | 21   | 15   | 15   | 8    | 8    | 20   | 19   | 19   | 19   |

## Obecní správa
Při sčítání lidu v letech 1850–1960 Vojtěchov byl osadou obce Olešno, se kterým patřil nejprve do okresu Dubá, ale v roce 1950 v okrese Doksy a od roku 1960 v okrese Mělník. Od 1. července 1960 je částí města Mšeno v okrese Mělník.

## Osobnosti
- Anna Bayerová (1852–1924), jedna z prvních českých lékařek, narozena ve Vojtěchově

## Galerie

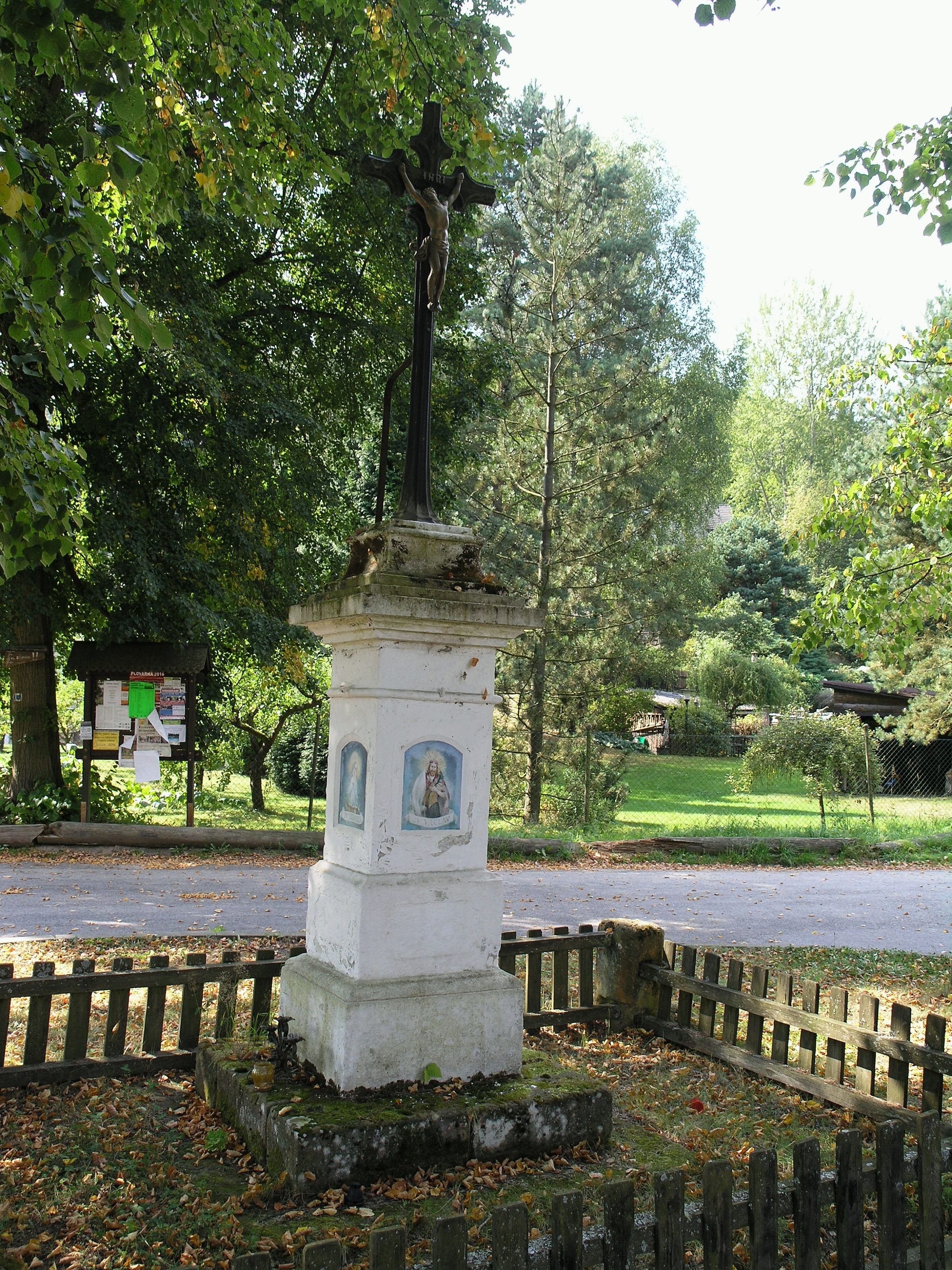
Křížek
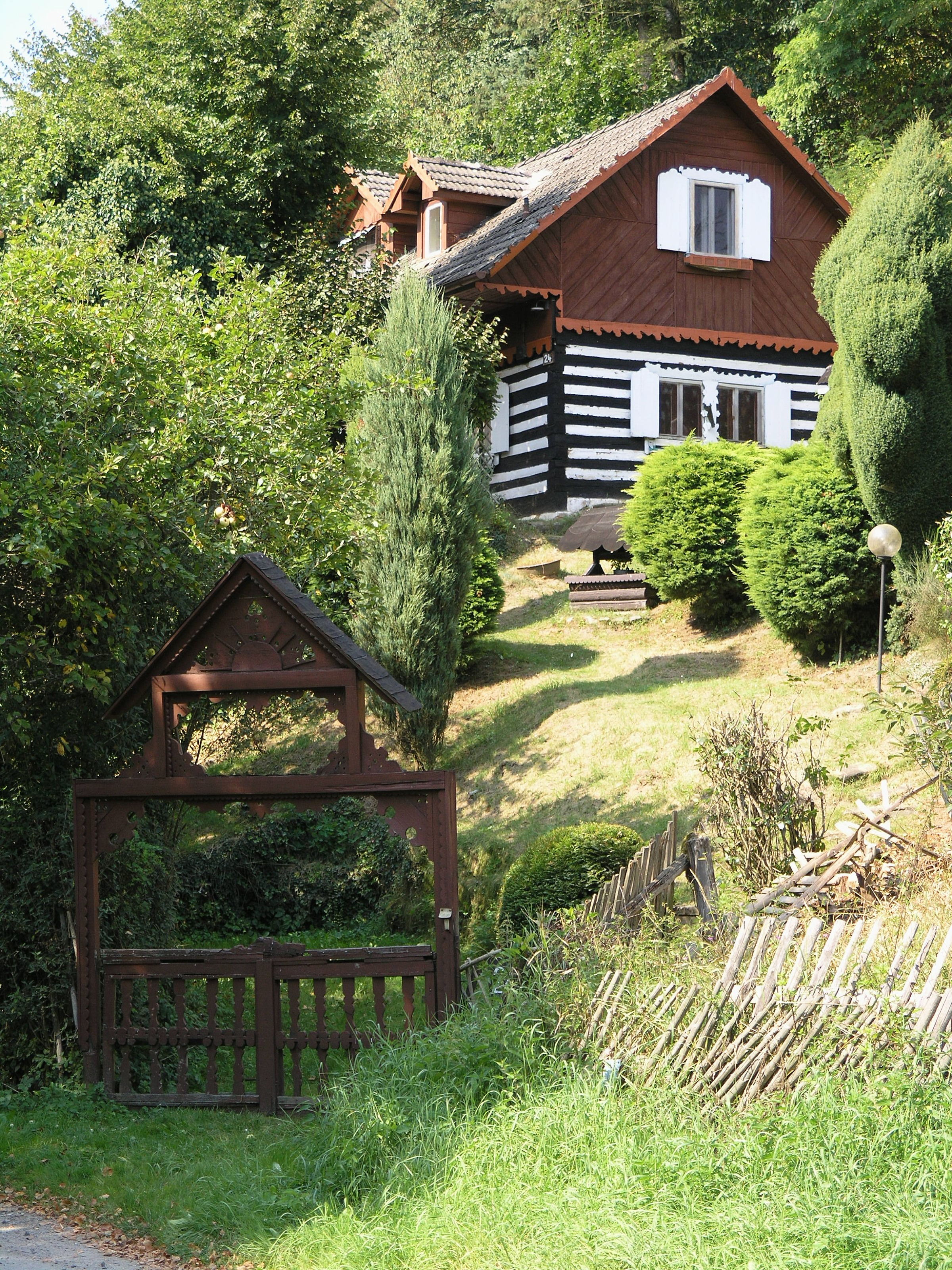
Lidová architektura
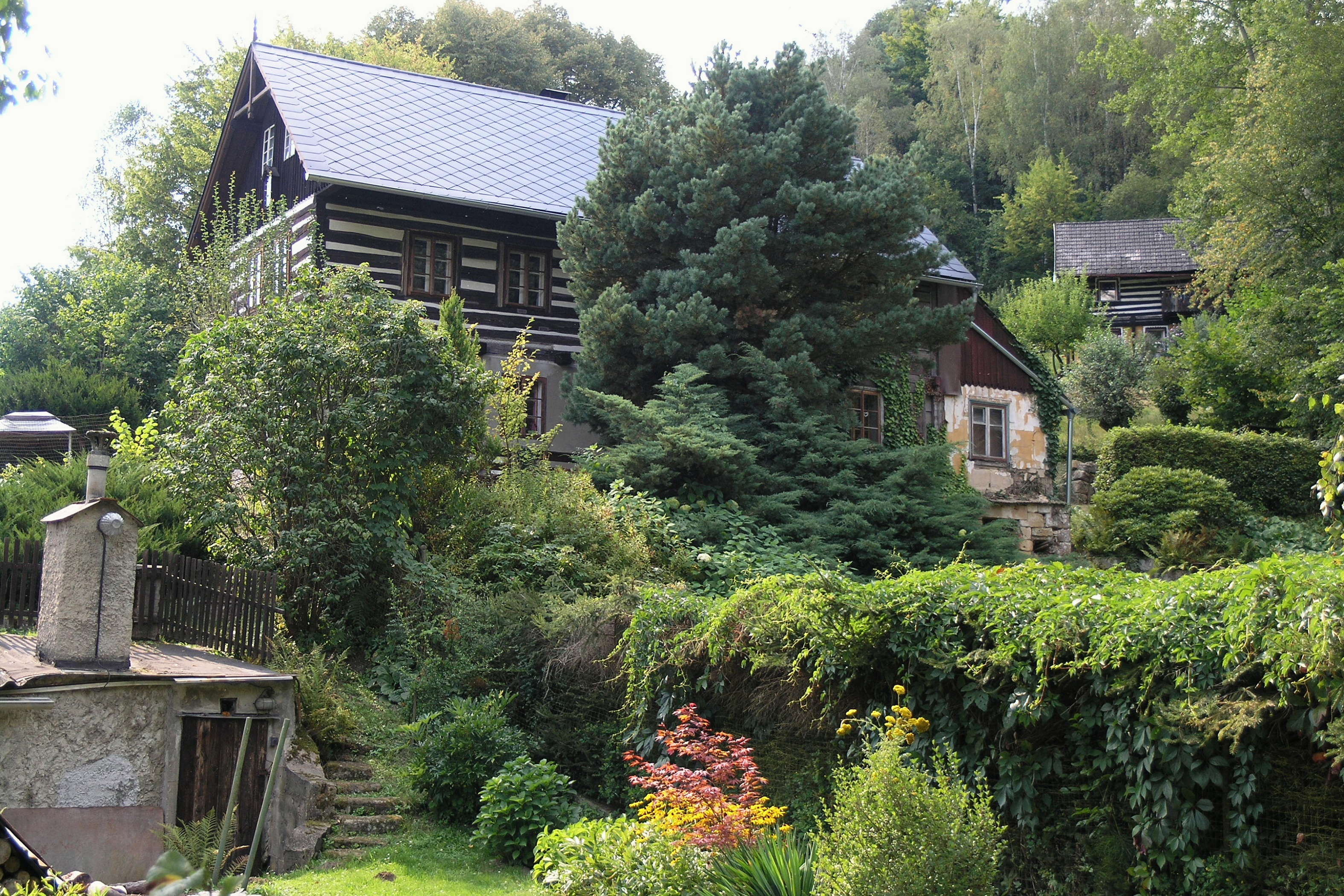
Lidová architektura